# Le Puy-en-Velay
Le Puy-en-Velay (na okcitanskome overnjanskom Lo Puèi de Velai [lu/lə ˈpœj də ˈvəlaj]) je grad u jugoistočnome dijelu središnje Francuske, upravno središte departmana Haute-Loire u regiji Auvergne. Ujedno je i glavno gradsko središte Velaya. Njegovi stanovnici zovu se Ponots i Ponotes.

## Nazivi
Kroz različita izdanja enciklopedijskog rječnika Le Petit Larousse mogu se pratiti promjene u nazivu grada i/ili njegovih stanovnika:
- U Le Petit Larousseu 1906. naznačeno je: Puy (Le) prije Le Puy-en-Velay; «Aniciens, Ponots ili Podots» kao etnici.
- U Le Petit Larousseu 1985. naznačeno je: Puy (Le) prije Le Puy-en-Velay; «Aniciens ili Ponots» kao etnici.
- U Le Petit Larousseu 2000. naznačeno je: Puy-en-Velay (Le) negda Le Puy; «Aniciens ili Ponots» kao etnici.

U izdanju Quid-a (također enciklopedijski rječnik) iz 2005. za natuknicu Puy (Le) (stranica 713) napisani su sljedeći etnici: «Ponots, Aniciens, Podiens, Podots, Panots».
Prema odluci od 10. ožujka 1988., objavljenoj 17. ožujka 1988. u Službenome listu Francuske Republike a koja je stupila na snagu 18. ožujka 1988., Le Puy je ponovno postao Le Puy-en-Velay.
U overnjanskom narječju okcitanskog jezika: Lo Puèi de Velai.

## Zemljopis
Na krajnjem jugoistoku središnje Francuske, grad je smješten u plodnoj udolini (tzv. bassin du Puy) s nekoliko brežuljkastih i stjenovitih vrhova kao svjedocima nekadašnje vulkanske aktivnosti. Svojim gornjim tokom udolinom protječe rijeka Loire, koja prolazi i Le Puy-en-Velayom (doduše ne samim gradskim središtem) kao prvim većim gradom na svojemu putu do Atlantskog oceana.
Zemljopisne koordinate grada: 45° 02' 39" sj.z.š. i 03° 53' 09" i.z.d.

## Povijest
Nakon što su osvojili ovo područje na kojem je obitavalo galsko pleme Vellavi, Rimljani se nastanjuju u Le Puyu, tada zvanome Anicium.
U 6. stoljeću Podium Aniciense počinje dobivati na značenju. U to doba se biskupija nalazila u Saint-Paulienu (još od 3. stoljeća).
Nakon pada Rimskog Carstva ni Saint-Paulien nije bio pošteđen barbarskog udara. Budući da je grad posve opustošen, njegovi stanovnici poubijani a njegove rimske kuće uništene, biskup Vosy je odustao od obnove. Odlučio se stoga nastaniti u Le Puyu, čiji je položaj bio mnogo povoljniji jer se mogao znatno lakše braniti.
Od 10. stoljeća Velay je bio i grofovija i biskupija, u korist biskupa u Le Puyu. Le Puy je postao glavni grad Velaya, grofovsko i biskupsko sjedište. Le Puy je tako postao ujedno i glavni grad Vellava.
Kako su na brdu Anis (Mont Anis) utvrđena čuda, biskup Vosy je rimskome arhitektu Scutaireu povjerio zadatak da ondje izgradi crkvu.
Već slavan zbog ozdravljenja čiji je uzrok bio «Kamen groznicā» (La Pierre aux Fièvres), koji je u Le Puy privukao čak i neke muslimane iz  Španjolske, grad je postao još slavniji kad mu je Luj Sveti darovao Crnu Bogorodicu. Otada je Le Puy doživio veliko blagostanje, prouzročeno dolaskom tisuća hodočasnika. Hodočašće u Le Puy ostat će tijekom cijelog srednjeg vijeka najčuvenije u Francuskoj, to više što je jedan od četiri glavnih putova koji su vodili u grad Santiago de Compostelu prolazio upravo ovdje. Biskup Godescalc navodi se kao prvi hodočasnik u Compostelu 950. ili 951.
1095. papa Urban II. imenovao je biskupa Le Puya Adhémara de Monteila legatom za Prvi križarski rat.
U doba kada je već uspostavljen feudalni sustav, Velay je kao isključivo dobro dan Guillaumeu d’Auvergne, vojvodi de Guyenne. 1162. godine došlo je do spora između njega i biskupa Le Puya. Potonji, kojeg se uznemiravalo i zlostavljalo, iznio je cijelu stvar pred franc. kralja Luja Mladog, koji je dao za pravo prelatu, oduzeo Guillaumeu svoje vojvodstvo te ga predao biskupu. Otada je biskup za sve svjetovne stvari bio ovisan samo o vladaru, a 1307. je Filip Lijepi definitivno integrirao Velay u Francusko kraljevstvo, dijeleći od tog trenutka svoje gospodstvo na tome području s biskupom. To je prije svega napravio kako bi osujetio obitelj Polignac, pravu dinastiju, najslavniju u regiji, koja je ucjenjivala i udarala nametima mnogobrojne bogate hodočasnike i trgovce koje bi privukli izgledi za unosne poslove.
Kralj Francuske odlučio se intervenirati, što je posve jasno s obzirom na činjenicu da je već prije njega jedan siromašni tesar, imenom Durand, objavio sveti rat tim banditima odmetnicima («Cotereaux»). Primivši nalog Djevice Marije da okupi valjane ljude, stao je s njima progoniti te probisvijete te ih u konačnici istodobno pobio vješanjem i do 500. Želja ovih novih križara za ubijanjem ponijela ih je do takvih krajnosti da je kralj bio primoran uvesti reda. Iz te njegove nakane proizašao je sporazum iz 1307. Biskup, koji se bio oslanjao na trgovce kako bi odoljeo Polignacima, morao je pristati na ustupke pa je Le Puy tako postao općina koja je birala svoje konzule.
U srednjem vijeku Le Puy je vjersko ali isto tako i prestižno književno središte. Académie de Saint-Mayol prima studente pridošle iz cijele Okcitanije. Grad je također glasovit po svojim pjesničkim satovima na okcitanskome.
Nakon spomenute godine Velay je ovisan o kraljevskoj vladi Languedoca, a sve do 1789. u Le Puyu se održalo neovisno senešalstvo.
Osim svojemu hodočašću, Le Puy dio svog procvata duguje i svojoj čipki, prvi put spomenutoj 1408. Nažalost, 1640. parlament u Toulouseu, ugnjavljen pritužbama plemstva i građanstva koji su se žalili kako više ne nalaze sluškinjā (računa se da je u to doba 70 000 žena u regiji izrađivalo čipku na svojim jastučićima u obliku četvorine), zabranio je nošenje čipke na odjeći, što je uzrokovalo jade i nezaposlenost čipkaricā. No jezuit Jean-François Régis tada, ganut situacijom, ipak uspijeva postići ukidanje odluke parlamenta.
Vjeran svojoj katoličkoj vjeri, Le Puy se uvijek pobjedonosno branio od napada hugenota iz Cévennesa koji su gradu nanosili velike štete. Tako se primjerice biskup, monsinjor de Sénectaire, latio mača i stavio na sebe oklop kako bi otjerao daleko od grada Gospine neprijatelje. Dugi niz mjeseci Le Puy nije htio priznati Henrika IV. francuskim kraljem usprkos njegovu odricanju od protestantske vjere.
U vrijeme Revolucije, Velay dijeli sudbinu svih starih francuskih povijesnih pokrajina te pod Prvim Carstvom postaje departman Haute-Loire s Le Puyem kao glavnim mjestom.

## Demografija
| 1962.  | 1968.  | 1975.  | 1982.  | 1990.  | 1999.  |  |
| ------ | ------ | ------ | ------ | ------ | ------ |  |
| 26 045 | 26 389 | 26 594 | 24 064 | 21 743 | 20 490 |  |

## Spomenička baština i turističke atrakcije
- Pogled na grad
- U gradu...
- Place du Plot
- Fontana na Place du Plot
- Živo ozračje trga
- Rue des Tables
- Kip Notre Dame de France
- Katedrala Notre-Dame
- Crkvica Saint Michel d'Aiguilhe
- Pročelje katedrale Notre-Dame
- Brdo Saint Michel (po danu)
- Brdo Saint Michel (po noći)
- Pogled na grad i kip Notre-Dame de France
- Plan hodočašća do Santiaga de Compostele
- Rodna kuća Julesa Vallèsa

## Vanjske poveznice
- Službena stranica grada Le Puy-en-Velaya  Arhivirana inačica izvorne stranice od 10. travnja 2010. (Wayback Machine) (francuski)
- Office du Tourisme du Puy-en-Velay (gradski turistički ured)  Arhivirana inačica izvorne stranice od 18. travnja 2018. (Wayback Machine) (francuski, engleski, njemački)
- Virtualni posjet grada  Arhivirana inačica izvorne stranice od 11. rujna 2017. (Wayback Machine)
- Lokalne (departmanske) informacije  Arhivirana inačica izvorne stranice od 9. studenoga 2005. (Wayback Machine) (francuski)
- Le Puy-en-Velay na stranici francuskog Državnog geografskog instituta[neaktivna poveznica]
- Le Puy-en-Velay na stranici Insee-a (franc. Državnog statističkog instituta)
- Le Puy-en-Velay na stranici franc. enciklopedije Quid  Arhivirana inačica izvorne stranice od 30. prosinca 2006. (Wayback Machine)
- Općine oko Le Puy-en-Velaya[neaktivna poveznica]
- Smještaj Le Puy-en-Velaya na karti Francuske[neaktivna poveznica]
- Plan grada na Mapquestu

|  | Portal Francuske – Pristup člancima s tematikom o Francuskoj. |